# .cz
.cz는 체코의 인터넷 국가 코드 최상위 도메인이다. CZ.NIC가 관리하고 있다. 새로운 도메인을 등록하려면 지정된 등록처를 통해 예약받아야 한다. 1993년 체코슬로바키아로부터 분리되기 전에는 도메인 .cs를 사용하였다.
.cz가 붙는 도메인명의 글자 수는 63자까지만 허용되며, 들어가는 글자도 알파벳과 숫자, 하이픈 (-)만 쓸 수 있다. 하이픈의 경우 첫번째나 마지막에 올 수 없으며 연거푸 사용하는 것도 불가능하다. 2013년 기준으로 63자 전체를 활용한 도메인 주소의 수는 총 6개로 집계되고 있다.

## 역사
.cz는 1993년 1월 체코슬로바키아의 해체 직후부터 효력을 얻게 되었다.
2009년에는 새로운 유럽 연합법이 발효되어 .eu 도메인을 쓰는 2차 도메인에 한하여 발음 구별 기호를 사용할 수 있게 되었다. 이 당시 발음 구별 기호가 들어간 새 도메인을 가장 많이 구입한 국가는 체코였으며 2위가 독일, 3위가 프랑스였다. CZ.NIC가 운영하는 .cz 도메인은 기존에 하던 대로 기본 알파벳만 지원하겠다고 결정하였는데, 발음 구별 기호가 들어간 도메인의 수요가 부족하고 해외로부터의 접근성이 낮아진다는 점을 이유로 삼았다.
2011년 말 기준 .cz 도메인으로 등록된 웹사이트의 수는 850,000개에 달했다. 2012년에는 100만 개를 돌파하였다. 이로써 체코는 자국의 최상위 도메인에 등록된 홈페이지의 수가 100만개를 돌파한 12번째 유럽국가가 되었다.
2011년 말 CZ.NIC는 전체 도메인 소유주 중 58%가 개인이며, 소유주가 기관으로 등록된 비율은 그보다 적은 42%에 달했다고 밝혔다. 도시별 사용 비중을 보면 프라하가 가장 많았고, 브르노와 오스트라바가 그 뒤를 이었다.